# بيث مورجان (كرة سلة)
بيث مورجان (بالإنجليزية: Beth Morgan)‏ مواليد 5 يونيو 1975 في غرينفيل، هي لاعبة كرة سلة أمريكية معتزلة أصبحت مدربة مساعدة. تدرب في تجمع ساحل الأطلسي. حققت المركز الثالث في دورة الألعاب الأمريكية 1999.

## الميداليات
| الميدالية | المسابقة                    |
| --------- | --------------------------- |
| برونزية   | دورة الألعاب الأمريكية 1999 |

## روابط خارجية
- بيث مورجان على موقع الاتحاد الوطني لكرة السلة النسائية (الإنجليزية)
- بيث مورجان على موقع كلية كرة السلة في سبورتس رفرنس.كوم (الإنجليزية)
- بيث مورجان على موقع بروبوليرز (الإنجليزية)
- بيث مورجان على موقع سبورتس رفرنس (الإنجليزية)
- بيث مورجان على موقع كلية كرة السلة في سبورتس رفرنس.كوم (الإنجليزية)